# たまゆら (企業グループ)
株式会社TAMAYURA（英: TAMAYURA CO.,LTD.）は、大阪府枚方市を本拠にショップたまゆら、株式会社マルサンを抱え、作業服や作業用品などの小売、縫製加工、レンタルクリーニング事業で京阪地区を中心に展開している企業。

## 概要
1965年大阪府枚方市宮之阪にて、屋号「たまゆら」雑貨店を創業。1967年から出身地の和歌山にて軍手製造開始、1971年に寝具販売店を経て現在、働く人のためのショップとして作業服・作業用品・事務服等の専門店を関西圏に店舗を展開している。レンタルクリーニング事業も行っている。これまでブルーワーカー系色が強いイメージがあったがホワイトワーカーにも対応し幅広く働く人に対応している。また、自社での縫製工場を有することからきめ細かい縫製・マーキング・刺繍までこなしている。大きな案件はもとより小さな案件にも対応できる体制が整っている。
大阪府内でファミリーマートを運営している。

## 所在地
- 本社 - 大阪府枚方市南中振3-5-1
- 東京支店 - 東京都台東区台東2-25-6　勝徳ビル1Ｆ
- 南大阪支店 - 大阪市西成区南津守5-5-10